# Bagel
En bagel er et ringformet bagværk, der stammer fra det jødiske samfund i Polen.
Den minder (i form) meget om en donut, bortset fra at en bagel i nyere tid er beregnet til at skære op og putte pålæg i. Tit bliver de også varmet på brødristeren.